# Oporophylla ustulata
Oporophylla ustulata är en fjärilsart som beskrevs av John Obadiah Westwood 1848. Oporophylla ustulata ingår i släktet Oporophylla och familjen nattflyn. Inga underarter finns listade i Catalogue of Life.